# Péter Bacsó
Péter Bacsó (n. 6 ianuarie 1928, Košice, Cehoslovacia – d. 11 martie 2009, Budapesta, Ungaria) a fost un producător, scenarist și regizor de film maghiar, premiat cu Premiul Kossuth și Premiul Balázs Béla.

## Filmografie selectivă

### Regizor
- 1964 (Nyáron egyszerü)
- 1965 Prea târziu (Szerelmes biciklisták)
- 1967 (Nyár a hegyen)
- 1969 Martorul (A Tanú)
- 1972 (Forró vizet a kopaszra!)
- 1973 A treia încercare (Harmadik nekifutás)
- 1983 (Te rongyos élet)
- 1988 Titania, Titania (Titánia, Titánia, avagy a dublörök éjszakája)
- 1994 Din nou martor (Megint tanú)

### Scenarist
- 1949 (Szabóné)
- 1956 12 rezultate exacte (Mese a 12 találatról)
- 1958 Édes Anna, regia: Zoltán Fábri
- 1963 Două reprize în iad (Két félidö a pokolban), regia: Zoltán Fábri
- 1965 Prea târziu (Szerelmes biciklisták)
- 1983 (Te rongyos élet)
- 1988 Titania, Titania (Titánia, Titánia, avagy a dublörök éjszakája)
- 1994 Din nou martor (Megint tanú)

### Producător
- 1984 Trebuie să-ți joci rolul (Lily in Love), regia: Károly Makk
- 1990 (Magyar rekviem), regia: Károly Makk